# 突腕長眼寄居蟹
突腕長眼寄居蟹（学名：Paguristes acanthomerus）为活額寄居蟹科長眼寄居蟹屬下的一个种。